# Clinopodium dentatum
Clinopodium dentatum là một loài thực vật có hoa trong họ Hoa môi. Loài này được (Chapm.) Kuntze mô tả khoa học đầu tiên năm 1891.